# Tetje Heeringa
Tetje Heeringa (Zutphen, 14 maart 1905 - Renkum, 19 februari 1995) was een Nederlands sociaal-geograaf.

## Jeugd
Heeringa werd geboren te Zutphen als dochter van Sake Heeringa, een tandarts met Friese wortels. Haar jeugd bracht zij door op het huidige adres Boompjeswal 11, waar zij nog vóór haar achttiende verjaardag haar beide ouders verloor. Ze werd verder opgevoed door haar halfzussen en zus.

## Academische carrière
Na haar studie geografie aan de Universiteit Utrecht werd ze promovenda bij Louis van Vuuren, samen met onder meer Adriaan de Vooys en Hendrik Jacob Keuning. Ze koos voor een promotie op het landschap van de Achterhoek, waarmee ze de eerste in de geschiedenis zou worden die op het landschap van dit gebied zou promoveren. In 1934 voltooide ze haar proefschrift, dat bij Thieme in Zutphen verscheen onder de titel De Graafschap, een bijdrage tot de kennis van het cultuurlandschap en van het scholtenprobleem. Ze behandelde daarin enerzijds het landschap van het gebied, maar op verzoek van haar promotor wijdde ze ook een studie aan de Winterswijkse scholtenboeren. Het boek ontbreekt in vrijwel geen enkele literatuurlijst van een landschaps- of historische studie over de oostelijke Achterhoek die na 1934 verscheen. Tevens staat Heeringa te boek als de bedenker van de term Vlakke Midden voor het nattere middengedeelte van de Achterhoek. Haar proefschrift is daardoor van belang voor de geschiedschrijving van Oost-Nederland.

## Na haar promotie
Na haar promotie trok Heeringa zich terug uit de wetenschap, en werkte onder meer in het onderwijs en bij de ANWB in Den Haag en Arnhem. Daarnaast zat ze voor de VVD in de gemeenteraad van Renkum en in Provinciale Staten van Gelderland. In 1959 stond ze door middel van een lezing nog eenmaal stil bij haar academisch werk; de bewaard gebleven lezingtekst geeft een bijzonder inkijkje in de gesprekken tussen Heeringa en haar promotor.
In 1938 was Tetta, zoals haar roepnaam als volwassene luidde, gehuwd met Jaap Stark (1900-1967). Het huwelijk bleef kinderloos. Beide echtelieden werden gecremeerd te Dieren, waarna de as werd bijgezet in het familiegraf van de Heeringa's op de Algemene begraafplaats te Zutphen.

## Documentatie
- Haar persoonlijk archief berust sinds 2008 in het Stads- en streekarchief te Zutphen.[3]